# James Cotton
James Henry Cotton (ur. 1 lipca 1935 w Tunica w Missisipi, USA, zm. 16 marca 2017 w Austin) – amerykański muzyk, wokalista i autor tekstów. Lider zespołu James Cotton Blues Band znanym później jako James Cotton Trio. Związany z regionalnym gatunkiem bluesa – bluesem Delty. Wirtuoz gry na harmonijce ustnej. Współpracował z takimi sławami jak Muddy Waters, Howlin’ Wolf, Sonny Boy Williamson, Janis Joplin, Led Zeppelin i z wieloma innymi.
Dwukrotnie nominowany do nagrody Grammy, w 1984 roku za album Live From Chicago: Mr. Superharp Himself! oraz w 1987 za krążek Take Me Back. W 1997 otrzymał tę nagrodę w kategorii dla „najlepszego albumu bluesa tradycyjnego” za Deep in the Blues. W 2006 wprowadzony do Blues Hall of Fame.
W ostatnich latach kariery cierpiał na przewlekłą chorobę krtani, co uniemożliwiało mu śpiewanie. Na jego ostatniej płycie rolę wokalistów spełniali zaproszeni muzycy.

## Dyskografia
- Late Night Blues (1967)
- The James Cotton Blues Band (1967)
- Cut You Loose! (1968)
- Pure Cotton (1968)
- Cotton in Your Ears (1968)
- Taking Care of Business (1970)
- 100% Cotton (1974)
- High Energy (1975)
- Live & On the Move (1976)
- Two Sides of the Blues (1984)
- High Compression (1984)
- Dealin' with the Devil (1984)
- Live from Chicago Mr. Superharp Himself (1986)
- Live & on the Move, Vol. 2 (1986)
- Take Me Back (1987)
- Live at Antone' (1988)
- Harp Attack! (1990)
- Mighty Long Time (1991)
- 3 Harp Boogie (1994)
- Living the Blues (1994)
- Best of the Verve Years (1995)
- Deep in the Blues (1996)
- Feelin' Good (1996)
- Seems Like Yesterday: Collectors Classics (1998)
- Superharps (1999)
- Best of the Vanguard Years (1999)
- Fire Down Under the Hill (2000)
- It Was a Very Good Year (2001)
- Midnight Creeper (2002)
- 35th Anniversary Jam of the James Cotton Blues Band (2002)
- One More Mile (2002)
- Feelin' Good (2003)
- Got My Mojo Workin’ (2003)
- Live & On the Move (2003)
- Extended Versions (2004)
- Baby, Don't You Tear My Clothes (2004)
- Dealing with the Devil (2004)
- V-8 Ford Blues (2005)
- Vanguard Visionaries (2007)
- 100% Cotton (2009)
- Giant (2010)
- How Long Can A Fool Go Wrong (2011)
- Cotton Mouth Man (2013)